# Geometrijska mehanika
Geometrijska mehanika grana je matematike koja primjenjuje alate diferencijalne geometrije za proučavanje mehanike i raznih mehaničkih sustava. Ima primjene u mehanici krutih tijela, mehanici fluida i drugih deformabilnih tijela, kvantnoj mehanici, termodinamici, teoriji upravljanja i dr.

## Povijest
Klasična mehanika, jedna od najstarijih grana znanosti, prošla je kroz dugu evoluciju, razvijajući se ruku pod ruku s mnogim područjima matematike, uključujući matematičku analizu, diferencijalnu geometriju, teoriju Liejevih grupa i Liejevih algebri.
Kao moderna disciplina, geometrijska mehanika razvila se 1960-ih iz četiri ključna rada: Vladimira Arnolda (1966.), Stephena Smalea (1970.), Jean-Marieja Souriaua (1970.), te prvog izdanja knjige Foundations of Mechanics Abrahama i Marsdena (1967.).
Arnold je pokazao da se Eulerove jednadžbe za kruto tijelo mogu interpretirati kao geodetski tok na grupi rotacija SO(3), a zatim tu geometrijsku ideju primijenio na idealne fluide te izveo Eulerove jednadžbe dinamike fluida. Smale je uveo momentnu mapu i istražio ulogu simetrije i topologije u mehaničkim sustavima.

## Diferencijalna geometrija
Diferencijalna geometrija grana je matematike koja proučava glatke prostore poput zakrivljenih površina, glatkih mnogostrukosti i višedimenzionalnih prostora. U kontekstu geometrijske mehanike, diferencijalna geometrija pruža formalni jezik za opisivanje prostora stanja (npr. faznog prostora), gibanja sustava i simetrija.
Ključni objekti proučavanja diferencijalne geometrije su glatke mnogostrukosti (eng. manifolds), koje predstavljaju {\displaystyle N}-dimenzionalne prostore koji lokalno izgledaju kao Euklidski prostor, a u kojima se fizička stanja sustava mogu glatko mijenjati.
Nadalje, ostali objekti proučavanja su vektorska polja, koja opisuju gibanje, diferencijalne forme koje omogućuju integraciju preko tih prostora. Posebno važnu ulogu igraju Liejeve grupe i algebre, koje opisuju simetrije mehaničkih sustava i njihovu dinamiku.

## Simplektička geometrija
Simplektička geometrija grana je diferencijalne geometrije koja proučava mnogostrukosti opremljene simplektičkom diferencijalnom formom. Ova struktura prirodno opisuje fazni prostor u klasičnoj mehanici i osigurava geometrijsku formulaciju Hamiltonove dinamike.
Za razliku od Riemannove geometrije (gdje se koristi unutarnji produkt), simplektička geometrija koristi asimetrične forme koje mjere "orijentirane površine" i ne zahtijevaju pojam udaljenosti. Osnovni objekt simplektičke geometrije je simplektička mnogostrukost, koja je lokalno uvijek jednaka {\displaystyle \mathbb {R} ^{2n}} s kanonskom simplektičkom formom {\displaystyle \omega } danom kao:
gdje su {\displaystyle q^{i}} i {\displaystyle p_{i}} lokalne koordinate koje se često interpretiraju kao položaj i količina gibanja u mehanici.
Na simplektičkoj mnogostrukosti {\displaystyle (M,\omega )}, svaka glatka funkcija {\displaystyle f\in C^{\infty }(M)} definira jedinstveno vektorsko polje {\displaystyle X_{f}} kao:
Također, ekvivalentna, apstraktnija definicija Hamiltonovog vektorskog polja glasi:
gdje je {\displaystyle \iota _{X_{f}}} interiorni produkt (kontrakcija) , {\displaystyle X_{f}} Hamiltonovo vektorsko polje, a {\displaystyle df} vanjska derivacija glatke funkcije {\displaystyle f}.
Budući da je {\displaystyle \omega } nedegenerirana, {\displaystyle f\mapsto X_{f}} je jednoznačno, i svaka funkcija generira točno jedno vektorsko polje.

### Simplektička mnogostrukost
Simplektička mnogostrukost uređeni je par {\displaystyle (M,\omega )}, gdje je {\displaystyle M} glatka mnogostrukost, a {\displaystyle \omega } diferencijalna 2-forma koja zadovoljava sljedeća dva svojstva:
1. {\displaystyle d\omega =0} (zatvorenost),
2. {\displaystyle \omega _{p}(v,\cdot )=0\Rightarrow v=0} za svaki {\displaystyle p\in M} i {\displaystyle v\in T_{p}M} (nedegegeneriranost).

Drugim riječima, {\displaystyle \omega _{p}} je neinverzibilna, nesimetrična bilinearna forma na tangentnom prostoru {\displaystyle T_{p}M}, koja omogućuje prirodno preslikavanje vektora u kovektore.

#### Fazni prostor
U analitičkoj mehanici, konfiguracijski prostor {\displaystyle Q} je prostor svih mogućih položaja. Ako sustav ima {\displaystyle n} stupnjeva slobode, tada je konfiguracijski prostor {\displaystyle n}-dimenzionalni prostor gdje svaka točka odgovara jedinstvenom stanju položaja sustava.
Konfiguracijski prostor nije dovoljan za potpuni opis mehaničkog sustava jer ne uzima u obzir brzine. Skup brzina dostupnih sustavu definira ravninu tangentu na konfiguracijsku mnogostrukost sustava. U točki {\displaystyle q\in Q}, ta tangentna ravnina označava se s {\displaystyle Q}. Vektori momenta su linearni funkcionali tangentne ravnine, poznati kao kotangentni vektori; za točku {\displaystyle q\in Q}, ta kotangentna ravnina označava se s {\displaystyle T^{*}Q}.
Skup položaja i momenta mehaničkog sustava tvori kotangentni snop {\displaystyle T^{*}Q} konfiguracijske mnogostrukosti {\displaystyle Q} te se ova mnogostrukost naziva fazni prostor sustava.
Simplektička mnogostrukost upravo je matematička struktura koja opisuje fazni prostor u Hamiltonovoj mehanici. Svaka točka u {\displaystyle M} predstavlja stanje mehaničkog sustava, dok forma {\displaystyle \omega } opisuje dinamiku sustava.

## Varijacijski principi
Mehanika formulirana pomoću varijacijskih principa, odnosno analitička mehanika nastala je u 18. stoljeću i kasnije kao reformulacija Newtonove mehanike. 
Analitička mehanika temelji se na principu stacionarnog djelovanja, a glavni objekt je funkcional djelovanja:
{\displaystyle {\mathcal {S}}[\mathbf {q} ]{=}\ \int _{t_{1}}^{t_{2}}L(\mathbf {q} (t),{\dot {\mathbf {q} }}(t),t)\,dt}
gdje je {\displaystyle L(\mathbf {q} ,{\dot {\mathbf {q} }},t)} Lagrangeova funkcija.
Hamiltonov princip stacionarnog djelovanja kaže da je prava evolucija sustava opisanog s {\displaystyle n} poopćenih koordinata ona u kojoj je varijacija djelovanja jednaka nuli, odnosno:
{\displaystyle \delta S=0.}
Jednadžbe koja zadovoljavju uvjet ekstrema funkcionala djelovanja su Euler-Lagrangeove jednadžbe:
{\displaystyle {\frac {\partial L}{\partial q^{i}}}(t,{\boldsymbol {q}}(t),{\dot {\boldsymbol {q}}}(t))-{\frac {\mathrm {d} }{\mathrm {d} t}}{\frac {\partial L}{\partial {\dot {q}}^{i}}}(t,{\boldsymbol {q}}(t),{\dot {\boldsymbol {q}}}(t))=0,\quad i=1,\dots ,n.}

## Hamiltonova mehanika
U faznom prostoru Euler-Lagrangeove jednadžbe prelaze u sustav parcijalnih diferencijalnih jednadžbi, Hamiltonove jednadžbe u {\displaystyle 2n} dimenzije.
{\displaystyle {\dot {q}}^{i}={\frac {\partial {\mathcal {H}}}{\partial p_{i}}},\quad {\dot {p}}_{i}=-{\frac {\partial {\mathcal {H}}}{\partial q^{i}}}.}

#### Poissonove zagrade
U kanonskim koordinatama (također poznatim kao Darbouxove koordinate) {\displaystyle (q_{i},\,p_{i})} na faznom prostoru, za dvije funkcije {\displaystyle f(p_{i},\,q_{i},t)} i {\displaystyle g(p_{i},\,q_{i},t)} Poissonova zagrada ima oblik:
{\displaystyle \{f,g\}=\sum _{i=1}^{N}\left({\frac {\partial f}{\partial q_{i}}}{\frac {\partial g}{\partial p_{i}}}-{\frac {\partial f}{\partial p_{i}}}{\frac {\partial g}{\partial q_{i}}}\right).}
Hamiltonove jednadžbe mogu se onda zapisati u kompaktnom obliku jedne formule: 
{\displaystyle {\dot {f}}=\{f,H\}.}

#### Poissonove zagrade bez koordinata
Neka je {\displaystyle M=\mathbb {R} ^{2n}} simplektička mnogostrukost, tj. mnogostrukost opremljena simplektičkom formom: 2-formom {\displaystyle \omega } koja je i zatvorena (tj. njezina vanjska derivacija {\displaystyle d\omega } nestaje) i nedegenerirana:
{\displaystyle \omega =\sum dq^{i}\wedge dp_{i}.}

Poissonova zagrada na simplektičkoj mnogostrukosti {\displaystyle (M,\omega )} može se definirati pomoću vanjske derivacije i kontrakcije s vektorskim poljima. Za glatke funkcije {\displaystyle f,g\in C^{\infty }(M)}, vrijedi:
Ova jednakost povezuje vanjsku derivaciju funkcije {\displaystyle f} primijenjenu na Hamiltonovo vektorsko polje {\displaystyle X_{g}} s vrijednosti simplektičke forme na paru {\displaystyle (X_{f},X_{g})}, pri čemu desni izraz definira Poissonovu zagradu.

### Hamiltonovo vektorsko polje Hamiltoniana
Simplektička struktura omogućuje definiranje Hamiltonovih jednadžbi na geometrijski način.
Ako je {\displaystyle (M,\omega )} simplektska mnogostrukost, a {\displaystyle H\in C^{\infty }(M)} glatka funkcija (Hamiltonijan), tada se Hamiltonovo vektorsko polje {\displaystyle X_{H}} u lokalnim Darbouxovim koordinatama {\displaystyle (q^{i},p_{i})} definira kao:
Nakon uvrštavanja proizvoljne glatke funkcije {\displaystyle f\in C^{\infty }(M)} dobije se:
{\displaystyle X_{H}(f)=\sum _{i=1}^{n}\left({\frac {\partial H}{\partial p_{i}}}{\frac {\partial f}{\partial q^{i}}}-{\frac {\partial H}{\partial q^{i}}}{\frac {\partial f}{\partial p_{i}}}\right)=\{f,H\}}
gdje je zadnja jednakost definicija Poissonovih zagrada.
Ekvivalentna, apstraktnija definicija Hamiltonovog vektorskog polja koja ne ovisi o koordinatama glasi {\displaystyle \iota _{X_{f}}\omega =\mathrm {d} f,}
gdje je {\displaystyle f\in C^{\infty }(M)} proizvoljna funkcija na simplektskoj mnogostrukosti {\displaystyle (M,\omega )}.
U slučaju kada je {\displaystyle f=H}, odnosno kada {\displaystyle H} predstavlja Hamiltonijan sustava, pridruženo vektorsko polje {\displaystyle X_{H}} opisuje njegovu dinamiku sustava:
Hamiltonove kanonske jednadžbe se mogu zapisati kao:
Ova jednadžba ima snažnu geometrijsku interpretaciju. Opisuje kako {\displaystyle f} evoluira (teče u vremenu) prateći tok Hamiltonovog vektorskog polja {\displaystyle X_{H}} definiranog Hamiltonovom funkcijom {\displaystyle H}.
Hamiltonovo vektorsko polje je u svakoj točki tangencijalno na trajektorije čestice u faznom prostoru. Integralne krivulje (trajektorije) toga vektorskog polja {\displaystyle X_{H}} zadovoljavaju: {\displaystyle {\frac {d}{dt}}\gamma (t)=X_{H}(\gamma (t)),} i upravo su to rješenja Hamiltonovih jednadžbi. Integralne krivulje Hamiltonovog vektorskog polja rješenja jednadžbi gibanja.

## Jednadžba evolucije
Vremenska derivacija observable {\displaystyle f} u geometrijskoj mehanici može se onda izraziti na više ekvivalentnih načina:
{\displaystyle {\dot {f}}=X_{H}(f)=\iota _{X_{H}}\iota _{X_{f}}\omega =\mathrm {d} f(X_{H})=\omega (X_{f},X_{H})={\mathcal {L}}_{X_{H}}f=\mathrm {ad} _{H}(f)=\{f,H\}}
Ovdje su:
- {\displaystyle X_{H}(f)} Hamiltonovo vektorsko polje Hamiltonijana {\displaystyle H} koje djeluje na observablu {\displaystyle f}
- {\displaystyle \iota _{X_{H}}} i {\displaystyle \iota _{X_{f}}} interiorni produkti (kontrakcije) simplektične forme {\displaystyle \omega },
- {\displaystyle \mathrm {d} f} vanjska derivacija {\displaystyle f},
- {\displaystyle {\mathcal {L}}_{X_{H}}f} Liejeva derivacija funkcije {\displaystyle f} duž vektorskog polja {\displaystyle X_{H}},
- {\displaystyle \mathrm {ad} _{H}(f)} adjungirano djelovanje,
- {\displaystyle \{f,H\}} Poissonova zagrada

## Liouvilleov teorem
Liouvilleov teorem, nazvan po francuskom matematičaru Josephu Liouvilleu, ključni je teorem u klasičnoj statističkoj mehanici i Hamiltonovoj mehanici. On tvrdi da je funkcija distribucije faznog prostora konstantna duž putanja sustava - to jest, da je gustoća točaka sustava u blizini dane točke sustava koja putuje kroz fazni prostor konstantna s vremenom.
Odnosno preslikavanja iz jednog vremnskog trenutka u drugi su kanonske transformacije.
Razmotrimo Hamiltonov sustav s kanonskim koordinatama {\displaystyle q_{i}} i konjugiranim momentima {\displaystyle p_{i}}, gdje je {\displaystyle i=1,\dots ,n}. Tada raspodjela faznog prostora {\displaystyle \rho (p,q,t)} određuje vjerojatnost {\displaystyle \rho (p,q,t)\;\mathrm {d} ^{n}q\,\mathrm {d} ^{n}p} da će se sustav naći u infinitezimalnom volumenu faznog prostora {\displaystyle \mathrm {d} ^{n}q\,\mathrm {d} ^{n}p} u trenutku {\displaystyle t}. 
Liouvilleova jednadžba je
{\displaystyle {\frac {\partial \rho }{\partial t}}+\sum _{i=1}^{n}\left({\frac {\partial \rho }{\partial q_{i}}}{\dot {q}}_{i}+{\frac {\partial \rho }{\partial p_{i}}}{\dot {p}}_{i}\right)=0.}
Vremenske derivacije označene su točkama i izračunavaju se prema Hamiltonovim jednadžbama za sustav. Ova jednadžba pokazuje očuvanje gustoće u faznom prostoru. 
Liouvilleov teorem kaže da:
"Funkcija distribucije je konstantna duž bilo koje putanje u faznom prostoru."
Liouvilleov teorem se može izraziti pomoću simplektičke geometrije. U ovom formalizmu, Liouvilleov teorem tvrdi da je Lieva derivacija volumenskog oblika jednak nuli duž toka generiranog s {\displaystyle X_{H}}. To jest, za {\displaystyle (M,\omega )} 2n-dimenzionalnu simplektičku mnogostrukost vrijedi:

## Kontaktna geometrija
Kontaktna geometrija je je grana diferencijalne geometrije koja proučava kontaktne mnogostrukosti, što su {\displaystyle (2n+1)}-dimenzionalne raznovrsnosti opremljene kontaktnom formom — diferencijalnom 1-formom {\displaystyle \alpha } koja zadovoljava uvjet:
na svakoj točki mnogostrukosti. Taj uvjet osigurava da je {\displaystyle \alpha } maksimalno neintegrabilna, što je osnovna razlika u odnosu na simplektsku geometriju, koja se temelji na zatvorenim 2-formama.

## Euler-Arnoldova jednadžba
Neka je {\displaystyle \gamma :\mathbb {R} \to M} geodetski tok na {\displaystyle M} koji koristi desno-invarijantnu metriku {\displaystyle g} definiranu iznad, i neka je
{\displaystyle X(t):=\gamma '(t)/\gamma (t)\in {\mathfrak {g}}}
intrinzični vektor brzine. Tada {\displaystyle X} zadovoljava jednadžbu:
Operator {\displaystyle B:{\mathfrak {g}}\times {\mathfrak {g}}\to {\mathfrak {g}}} je definiran pomoću dualnosti:
{\displaystyle \langle [X,Y],Z\rangle =\langle B(Z,Y),X\rangle ,}
gdje je {\displaystyle \langle \cdot ,\cdot \rangle } desno-invarijantni skalarni produkt na Liejevoj algebri {\displaystyle {\mathfrak {g}}}. Operator {\displaystyle B} je parcijalni adjungirani operator Liejeve zagrade.